# Roman Najuch

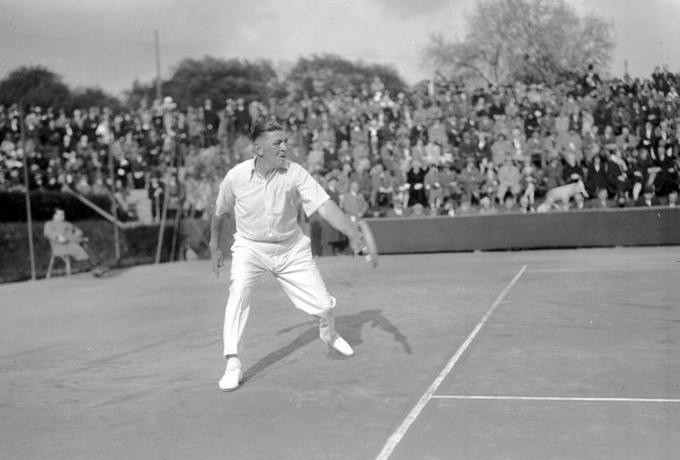
Roman Najuch 1928 in Berlin-Grunewald, Meisterschaftsspiel im Profitennis
Foto von Georg Pahl (1900–1963)

Roman Najuch (* 15. Februar 1893; † 1967 in West-Berlin) war ein deutscher Tennislehrer und einer der ersten professionellen Tennisspieler in Deutschland.

## Leben
Ursprünglich stammte er aus einem Gebiet im heutigen Polen, das damals noch zum Russischen Kaiserreich gehörte. Die Familie war vor den revolutionären Unruhen nach Deutschland geflohen, und er konnte später die deutsche Staatsbürgerschaft erwerben. Mit dem Tennissport kam er bereits als achtjähriger Schüler in Berührung, indem er sich als Balljunge sein erstes Geld verdiente. Er wurde in Berlin zunächst Schüler von George Kerr, der jedoch 1910 Deutschland verließ.
Najuch war Tennislehrer beim KTHC Stadion Rot-Weiss und beim LTTC Rot-Weiß Berlin. Aufgrund der damals geltenden Amateurregeln, wie sie 1920 von der International Tennis Federation erlassen worden waren, konnte er an vielen Turnieren nicht teilnehmen. Er trainierte u. a. Cilly Aussem. Marshall Jon Fisher bezeichnete ihn als einen der besten Tennisspieler der damaligen Zeit. In den 1930er Jahren betrieb er in Berlin das „Rot-Weiß Tennis-Studio Roman Najuch“. 1947 wurde unter seinem Vorsitz die „Sportkommission der Tennis-Berufsspieler“ gegründet. Er hatte in der 10-teiligen Fernsehserie Wie ich angefangen habe (1957–1958) die Gelegenheit, seinen Werdegang persönlich vorzustellen. 1963 konnte er in Berlin seinen 70. Geburtstag feiern. Er gehörte noch viele Jahre zum Vorstand des Verbandes Deutscher Tennislehrer (VDT).

## Erfolge
1911 nahm Najuch am ersten German Pro Championships in Berlin teil, unterlag aber im Finale gegen Karel Koželuh, der auch im Frühjahr 1912 mit 6:2 und 6:3 in Wiesbaden gewann. Im Oktober 1912 konnte er nicht an den nationalen deutschen Meisterschaften teilnehmen, da er noch die russische Staatsbürgerschaft besaß. 1913 errang er zweimal den deutschen Meistertitel und konnte diesen 1914 erfolgreich verteidigen. 1914 schlug er den Italiener J. Negro (ITA) in Nizza und nahm auch an Amateurturnieren teil. Seitdem gehörte zu den Top 10. 1919 trat er gegen Willi Hannemann an. 1921 bis 1923 wurde er erneut deutscher Meister. Am Bristol Cup nahm er im Dezember 1924 zum ersten Mal teil und kam ins Halbfinale. Im Oktober 1925 wurde er zum siebten Mal deutscher Profi-Meister. Am 10. Juli 1925 schlug bei einer Begegnung von Profis und Amateuren Otto Froitzheim mit 6:1 6:4 6:4. Bei einem Turnier am 9. Mai 1926 in Berlin schlug er Karel Kozeluh mit 6:3 6:4 0:6 und 6:3. Am 21. September 1926 gewann Roman Najuch seinen achten German Pro Titel in Hamburg. Auch 1928 und 1929 wurde er Sieger bei den German Pro Championships. Diesen Titel hatte er demzufolge 11 Mal errungen, bis er schließlich 1931 von Hans Nüsslein besiegt wurde.

## Weblink
- Nachruf im Berliner Tennis-Blatt, Heft 1, Jahrgang 1968